# Дизи Гилеспи
Дизи Гилеспи (по рождение – Джон Бъркс Гилеспи, прякорът Дизи – „Dizzy“ получава по-късно) е знаменит американски джазов музикант, тромпетист и композитор, един от основателите на стила бибоп.

## Биография
Роден е в семейство на каменоделец в Южна Каролина – един от щатите с най-многобройно чернокожо население. Първите си музикални уроци получава от баща си, който се изявява като пианист-аматьор в местния оркестър. Като младеж свири в училищния музикален оркестър на тромпет и тромбон, където се изявява толкова блестящо, че впоследствие е приет с нарочна стипендия в Лоринбъргския институт (Северна Каролина), там учи теория на музиката. Прекъсва образованието си, за да замине за Филаделфия (1935), където скоро е ангажиран в професионалния оркестър на знаменития в своето време Франки Фейърфакс. Именно в този оркестър получава прякора „Дизи“, който остава негова емблема до края на живота му. Две години по-късно Дизи Гилеспи вече е в Ню Йорк, има концертни турнета във Франция, записва първата си грамофонна плоча.
В Ню Йорк Гилеспи работи в различни музикални състави, но най-важно е участието му в оркестъра на Каб Калоуей. Именно там той се запознава и свири заедно с музиканти като Кен Кларк, Чарли Паркър, Телониъс Монк и др., с които заедно поставя началото на стила бибоп. През това време Гилеспи прави и редица аранжименти по поръчка на биг-бендовете на звезди като Уди Хърман, Ела Фицджералд и Томи Дорси. Има плодотворно концертно сътрудничество с Чарли Паркър.
През 1945 г. Гилеспи създава първия си собствен оркестър. Появяват се и ранните му хитове като „Salt Peanuts“, „Groovin' High“, „Hot House“, „Woody'n You“ и „Dizzy Atmosphere“. Този оркестър обаче е създаден по подобие на вече съществуващите биг-бендове и не се радва на голям успех. Година по-късно Гилеспи създава нов състав, където свирят настоящи и бъдещи джаз звезди като Кен Кларк, Джей Джей Джонсън и Джон Колтрейн. Макар и успешен, този формат просъществува едва четири години, след които Дизи Гилеспи създава т. нар. „комбо“ – ансамбъл със засилен перкусионен елемент, заедно с него създава и цяло течение в джаза, в което са подчертани африканските и латиноамериканските фолклорни мотиви. С този състав Гилеспи получава световна слава.
В следващите си години Дизи Гилеспи продължава да работи в тази насока. Оркестърът му често мени състава си, в него периодично се включват изпълнители от ранга на Джери Мълиган, Стан Гец, Майлс Дейвис, Сони Ролинс, Арт Блейки и др. Изпълнени са знаменити парчета като „Lauraine“, „A Night In Tunisia“, „One Note Samba“ и др.
Идеята за концерт в България така и не е осъществена, въпреки началото на конкретна подготовка, заради смъртта на Гилеспи.

## Творчество. Бибоп
В младежките си години Дизи Гилеспи строго се придържа към утвърдените по това време джазови стандарти. С навлизането на бибоп-а джазът на Гилеспи вече престава да следва танцувалния характер на по-ранния джаз, неговите произведения се превръщат в самостойни музикални творби. Освен това Гилеспи въвежда (не само той) и концептуални промени в джазовата музика, която дотогава се гради върху мелодичната импровизация на солиращия музикален инструмент. В „One Note Samba“ например солиращият тромпет на практика не води мелодията (тромпетът преповтаря един и същи тон), ако изобщо може да се говори за такава – цялото музикално внушение идва от хармоничното развитие на поддържащите партии.
Увлечението на Гилеспи по африканската и латиноамериканската музика дава началото на стил, наречен по-късно латино-джаз (latin jazz). Сам по себе си този стил е интересен, но той полага началото на привличането на „външни“ фолклорни или класически елементи в джазовата музика, благодарение на които впоследствие се появява терминът „етно-джаз“, т.е. джаз, в който са привнесени мотиви от един или друг фолклор – японски, индийски, арабски, турски, български, испански и др.

## Избрана дискография
- 1950 – „Bird & Diz“ – Дизи Гилеспи, Чарли Паркър, Телониъс Монк
- 1952 – „Dee Gee Days – The Savoy Sessions“
- 1953 – „At Massey Hall May 15, 1953“ – Дизи Гилеспи, Чарлз Мингъс, Чарли Паркър и др.
- 1953 – „Diz & Getz“ – Дизи Гилеспи, Стан Гец, Оскар Питърсън, Рей Браун, Хърб Елис и др.
- 1954 – „Afro“
- 1954 – „Roy and Diz“ – Двамата велики тромпетисти Рой Елдридж и Дизи Гилеспи, подкрепени от Оскар Питърсън, Хърб Елис, Рей Браун и Люи Белсън
- 1957 – „Sittin' In“ – Дизи Гилеспи, Стан Гец, Колмън Хоукинс и др.
- 1957 – „At Newport“
- 1957 – „Sonny Side Up“
- 1959 – „Have Trumpet, Will Excite“
- 1961 – An Electrifying Evening with the Dizzy Gillespie Quintet“
- 1964 – „Jambo Caribe“
- 1967 – „Swing Low, Sweet Cadillac“
- 1985 – „Night In Tunisia“
- 1986 – „Con Alma“
- 2000 – „Jazz“ Дизи Гилеспи, Кен Бърнс